# UTC-5

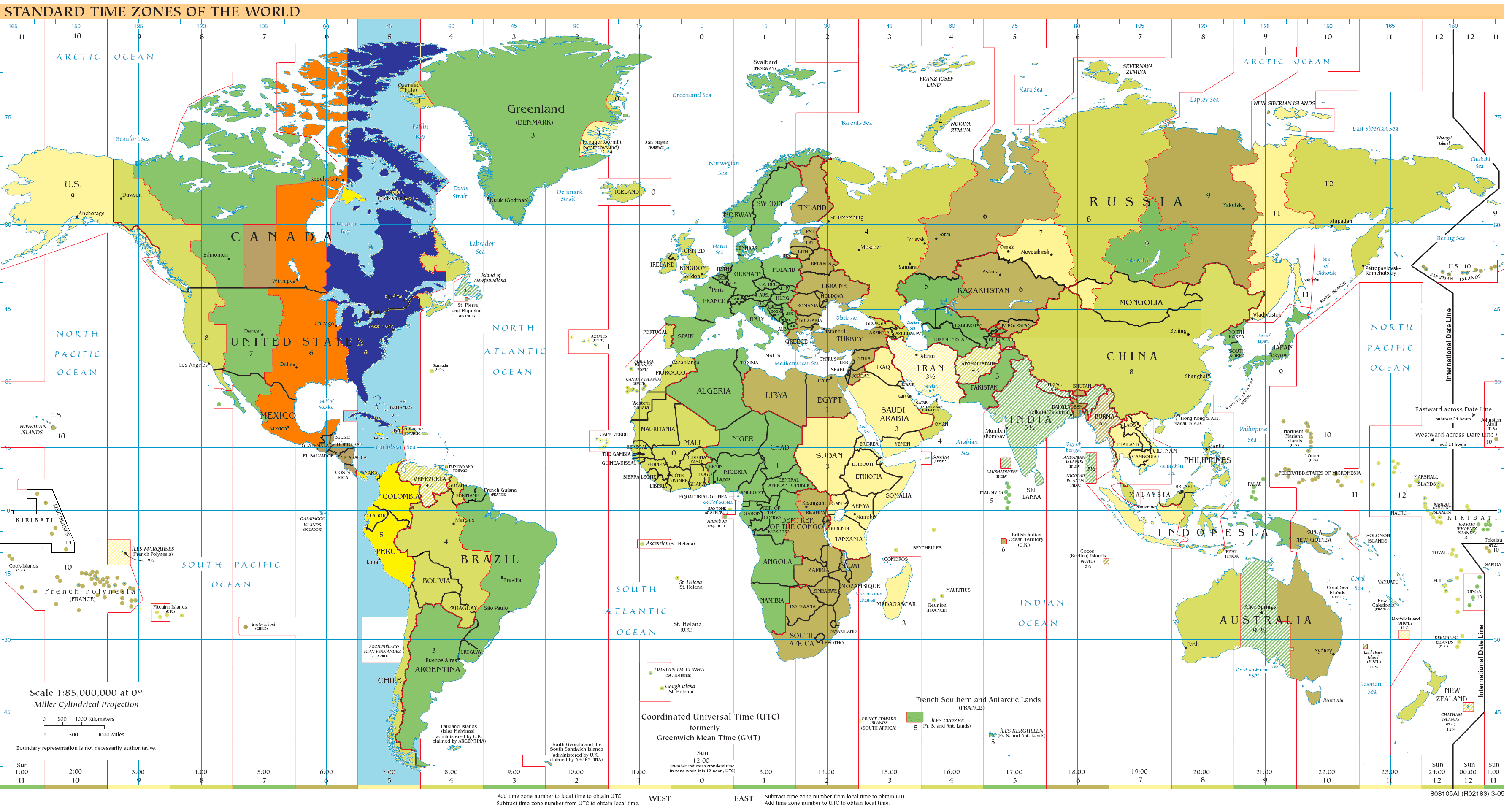
UTC-5: 藍-12月前後に適用、橙-6月前後に適用、濃黄-通年適用、水色-海域

UTC-5とは、協定世界時を5時間遅らせた標準時である。

## 該当地域

### 標準時（通年）
- エクアドル（ガラパゴス諸島を除く）
- コロンビア
- 東部標準時 - EST
  -  カナダ
    - サウサンプトン島

  -  ケイマン諸島（イギリス領）
  -  ジャマイカ
  -  パナマ
  -  メキシコ
    - キンタナ・ロー州
- ブラジル（アクレ時間）
  - アクレ州
  - アマゾナス州（南西部）
- ペルー

### 標準時（北半球冬）
- 東部標準時 - EST
  -  アメリカ合衆国
    - 各地域

  -  カナダ
    - オンタリオ州のうち、西経90度線以東
    - ケベック州のうち、西経63度線以西
    - ヌナブト準州のうち、サウサンプトン島を除く西経85度線以東

  -  キューバ
  -  タークス・カイコス諸島（イギリス領）
  -  ハイチ
  -  バハマ

### 夏時間（北半球）
- 中部夏時間 - CDT
  -  アメリカ合衆国
    - 中部標準時採用地域

  -  カナダ
    - オンタリオ州のうち、西経90度線以西
    - サスカチュワン州クレイトン（英語版）（非公式）[1]
    - ヌナブト準州のうち、西経85度線から西経102度線の間の地域（キティクメオト地域を除く）
    - マニトバ州

  -  メキシコ
    - ほとんどの地域（キンタナ・ロー州、シナロア州、ソノラ州、チワワ州、ナヤリット州の大部分、バハ・カリフォルニア州、バハ・カリフォルニア・スル州を除く）

### 夏時間（南半球）
- チリ
  - イースター島
  - サラ・イ・ゴメス島